# Гендерні дослідження (журнал)
Гендерні дослідження — науковий журнал з гендерних досліджень, який публікує матеріали вітчизняних і зарубіжних досліджень з гендерної тематики, що охоплюють повний спектр суспільних і гуманітарних наук. Спочатку журнал планувався як теоретичний — перш за все з філософії та теорії фемінізму. Журнал дотримується позиції відмежування від ліберального фемінізму та шукає форми його радикалізації в колишньому СРСР, надаючи слово авторам, які стоять на різних ідеологічних позиціях. Він зіграв важливу роль для розвитку гендерних досліджень в колишньому СРСР. За весь час діяльності журналу основним пошуком редколегії є пошук відповіді на питання, чи існує після падіння Берлінської стіни та трансформації колишнього СРСР в ще одну ординарну капіталістичну державу можливість альтернативної колективної дії радикально демократичної феміністської мобілізації та солідарності пострадянського фемінізму та гендерних досліджень. 
Політичне завдання журналу сьогодення — показати, що політичний потенціал фемінізму та гендерних досліджень може бути реалізований з метою прогресивної політичної мобілізації, альтернативної по відношенню до політичної мобілізації неоліберальних режимів. Політична програма «Гендерних досліджень» — створення широкого інтернаціонального антимілітаристського ланцюга еквівалентностей, який об'єднує (в модусі незгоди) представників різних дисциплін, різних методологій, класиків і початківців авторів, різних поколінь феміністських і гендерних дослідників і дослідниць.
Журнал видається Харківським центром гендерних досліджень з 1998 року.

## Редакторство
Ірина Жеребкіна — докторка філософських наук, професорка Харківського національного університету ім. В. Н. Каразіна, завідувачка лабораторією гендерних досліджень, авторка Харківського центру гендерних досліджень (ХЦГІ), головна редакторка журналу «Гендерні дослідження».
У склад редакції входять: Сергій Жеребкін, Яна Боцман, Наталя Загурська, Віка Ларченко.
У редакційну раду входять: Надія Ажгихіна (МГУ, Росія), Зилла Айзенстайн (Ітака Коледж, США), Рози Брайдотті (Університет Утрехта, Нідерланди), Ольга Вороніна (Московський Центр Гендерних Досліджень, Інститут філософії РАН, Росія), Тетяна Герасимова (СПбДУ, Росія), Елізабет Гросс (Університет штату Нью-Йорк в Буффало, США), Олена Здравомислова (Європейський Університет в Санкт-Петербурзі, Росія), Тетяна Кліменкова (ІЦ НЖФ, Росія), Корнелія Клінгер (Інститут Наук про Людину, Австрія), Ігор Кон (Інститут етнології та антропології РАН, Росія), Тереза де Лауретіс (Каліфорнійський Університет, США), Джулієт Мітчел (Кембридж, Велика Британія), Ненсі Менделл (Університет Йорк, Канада), Міглей Ніколчіна (Софійський Університет, Болгарія), Тетяна Осипович (Льюїс і Кларк Коледж, США), Наталя Пушкарьова (Інститут етнології та антропології РАН, Росія), Арья Розенхольм (Університет Тампере, Фінляндія), Джоан Скотт (Інститут Передових Досліджень в Принстоні, США), Ширлі Семюельс (Корнеллський Університет, США), Анна Тьомкіна (Європейський Університет в Санкт-Петербурзі, Росія), Сьюзан Ерліх (Університет Йорк, Канада).

## Основні рубрики з 1998 до 2001 року
Феміністська методологія

Джудіт Батлер. Фемінізм під будь-яким іншим ім'ям. Інтерв'ю з Розі Брайдотті (№ 2, 1999)

Гейл Рубін. Розмірковуючи про поле: нотатки про радикальні теорії сексуальних політик (№ 3, 1999)

Андреа Дворкін. Порнографія: чоловіки володіють жінками (№ 4, 2000)
Феміністичні теорії

Джулієт Мітчел. Жіноча сексуальність. Вступ (№ 1, 1998)

Джудіт Батлер. Меланхолійний гендер / Відторгнута ідентифікація (№ 1, 1998)

Тереза де Лауретіс. Американський Фрейд (№ 1,1998)

Рози Брайдотті. Шляхом номадизму (№ 4, 2000)
Політологія гендеру

Зилла Айзенстайн. Експортний фемінізм Півночі та Заходу (№ 1, 1998)

Джудіт Батлер. Випадково склалися підстави: фемінізм і питання про «постмодернізм» (№ 3, 1999)

Шанталь Муфф. Фемінізм, громадянство та радикальна демократична політика (№ 3, 1999)

Корнелія Клінгер. Лібералізм-Марксизм-Постмодернізм. Фемінізм і його щасливий або нещасний «шлюб» з різними теоретичними течіями 20-го століття (№ 1, 1998)

Джейн Флекс. Кінець невинності (№ 2, 1999)

Сергій Ушакін. Фокусуючи Фуко: феміністські диску(р)сії (№ 4, 2000)

Ненсі Фрезер. Від перерозподілу до визнання? Дилеми справедливості в «пост-соціалістську» епоху (№ 5, 2001)
Соціологія гендеру

Марина Малишева. Політика фінансування науки в дзеркалі гендерної асиметрії (№ 2, 1999)

Олена Мещеркіна. Біографії «нових росіян»: Гендерна легітимація підприємництва в пострадянському просторі (№ 2, 1999)

Анна Тьомкіна. Сценарії сексуальності та сексуальне задоволення в автобіографіях сучасних російських жінок (№ 3, 1999)

Ірина Мерненко. Конструювання поняття аборту: дискусія від дозволу до заборони (СРСР, 1920—1936 роки) (№ 3, 1999)

Тетяна Герасимова. «Іншим голосом»: в пошуках втраченої історії (№ 4, 2000)

Ірина Тартаковська. Чоловіки та жінки в легітимному дискурсі (№ 4, 2000)

Євгенія Балабанова. Залежність жінок: теоретичні підходи до вивчення (№ 4, 2000)

Суламіф Рейнхарц. Феміністське мультіметодне дослідження (№ 5, 2001)

Олена Здравомислова, Анна Тьомкіна. Створення гендерної ідентичності: методика аналізу інтерв'ю (№ 5, 2001)
Гендерна проблематика в антропології

Олена Ярська-Смирнова. Погляди зовні, погляди зсередини. «Мати Росія» в пострадянській антропології (№ 3, 1999)

Альміра Усманова. Політична естетика «жіночого кіно» в контексті феміністичної кіно теорії (№ 4, 2000)

Дмитро Міхель. «Жахливі» відображення материнського тіла: приклади гендерних політик на Заході в сучасну епоху (№ 4, 2000)

Генрієтта Мур. Фемінізм і антропологія: історія взаємин (№ 5, 2001)

Олена Гапова. Феміністський проект в антропології (№ 5, 2001)
Гендерна проблематика в історії

Джоан Скотт. Гендер: корисна категорія історичного аналізу (№ 5, 2001)

Марина Рабжаєва. Жіноча емансипація як досвід конструювання гендеру (на матеріалі соціокультурної ситуації в Росії 50-60-х рр. ХІХ ст.) (№ 5, 2001)
Гендерна проблематика в філософії

Сергій Жеребкін. Стать розуму: «Чи є Просвітництво емансипованим?» (№ 4, 2000)
Мова та гендер

Олена Горошко. Алла Кириліна. Гендерні дослідження в лінгвістиці сьогодні (№ 2, 1999)

Робін Лакофф. Мова та місце жінки (№ 5, 2001)

Марія Дмитрієва. Гендерні дослідження в порівняльному мовознавстві: оцінна лексика як фрагмент мовної картини світу (№ 5, 2001)
Гендер і національна ідентичність

Спека Папіч. Націоналізм, війна, гендер. Екс-фемінність і екс-маскулінність екс-громадян екс-Югославії (№ 2, 1999)

Олена Гапова. Гендерні політики в національному дискурсі (№ 2, 1999)

Ірина Жеребкіна. Подвійна пастка демократії: пострадянський фемінізм між універсалізмом і локалізацією

Сергій Жеребкін. Чоловічі та жіночі фантазії: політики сексуальності в пострадянській національній літературі (№ 3, 1999)

Оксана Кісь. Українська відьма (ескіз соціального портрета) (№ 5, 2001)

Маріам Оганян. Образ чоловіка у вірменській жіночій літературі: гендерний аналіз (№ 5, 2001)
Фемінізм і пост колоніалізм

Ірина Новікова. Джамейка Кинкейд: хто боїться темної кімнати, або запрошення від невідомої сестри (№ 4, 2000)
Жіноча історія

Ірина Савкіна. «Чуже-мій скарб»: жіночі мемуари як автобіографія («Спогади» С. В. Капніст-Скалон) (№ 2, 1999)
Феміністська літературна критика

Ірина Жеребкіна. Пристрасть: жіноче тіло та жіноча сексуальність в Росії (№ 1, 1998)

Аннет Колодно. Танці на мінному полі. Деякі спостереження відносно теорії, практики та політики феміністського літературного критицизму (№ 2, 1999)

Михайло Мудуре. Чи існує жіноча літературна традиція? (№ 2, 1999)

Ірина Жеребкіна. Ліля Брік: жіноча сексуальність в епоху сталінського терору (№ 3, 1999)

Міглей Ніколчіна. Любовні трикутники та інтелектуальні пари (№ 4, 2000)

Ірина Жеребкіна. Проти західного фемінізму: російська емансипована жінка Аполлінарія Суслова (№ 4, 2000)
Етнографія гендеру

Михайло Красиков. «Погана баба» в слобожанських народних казках (№ 1, 1998)

Михайло Красиков. Слобожанські народні казки про злих і ледачих дружин (в зіставленні з іншими фольклорними жанрами) (№ 2, 1999)
Гей-лесбійська теорія

Ів Кософскі Седжвік. Епістемологія комори (№ 4, 2000)

Жіночі практики репрезентації

Альміра Усманова. Політична естетика «жіночого кіно» в контексті феміністичної кіно теорії (№ 3, 1999)

Анна Альчук. Кулінарія та рукоділля (№ 3, 1999)

Альміра Усманова. «Візуальний поворот» і гендерна історія (№ 4, 2000)
Жіноча література

Тетяна Рівненська. «Чи винна я …?» Або феномен гендерної провини (на матеріалі жіночої прози 80-х — початку 90-х років) (№ 3, 1999)

Марія Михайлова. Книга Е. А. Колтоновская «Жіночі силуети» — теоретичне обґрунтування жіночої творчості (№ 4, 2000)

Маріам Оганян. Вірменська жіноча література в перехідний період (№ 4, 2000)
Чоловічі дослідження

Андрій Синельников. Паніка, терор, криза. Анатомія маскулінності (№ 1, 1998)

Сергій Жеребкін. Сексуальність в Україні: Гендерні «політики ідентифікації» в епоху козацтва (№ 1, 1998)

Ігор Кон. Чоловіче тіло як еротичний об'єкт (№ 3, 1999)

Ігор Кон. М'язиста маскулінність. Атлетизм або мілітаризм? (№ 6, 2001)

Михайло Риклін. Злочини заради братства (№ 6, 2001)

Дмитро Міхель. Чоловіки, хлопчики та поле бою (№ 6, 2001)
Гендерна освіта

белл хукс. Наука трансгресувати. Освіта як практика свободи (№ 2, 1999)

Олена Ярська-Смирнова. Гендерна нерівність в освіті: поняття прихованого навчального плану (№ 5, 2001)

Гендерні дослідження в розвитку

Софія Касимова. Гендерні дослідження в Таджикистані — витоки і перспективи (№ 5, 2001)

## Рубрики журналу з 2001-го року
З 2001—2002 року в журнал входять нові рубрики. Починаючи з № 6, одночасно з друкованою версією журналу виходить його електронна версія. Електронна версія номерів журналу доступна на сайті журналу. [Архівовано 2 квітня 2019 у Wayback Machine.]

#### №6, 2001
Зміст
- Війна та гендер
- Теоретизація насильства в сучасній феміністської теорії
- Крос-культурні дослідження насильства
- Чоловічі фантазії
- Гендер, війна та кіно
- Гендер, війна та історія
- Війна в академії
- Тероризм
- Жорстокі наслідки війни

#### №7-8, 2002
Зміст
- Фемінізм після 11-го вересня
- Гендер та теорії глобалізації
- Транснаціоналізм — гендер — постколоніалізм
- Гендер, нація та громадянство
- «Глобалізація-з-локалізацією», або локальні особливості глобального
- Гендер і безпека

#### №9, 2003
Зміст
- Сучасна жіноча література як жіночий проект
- Феміністська літературна критика
- Жіночі художні практики
- Нові жінки нової культури

#### №10, 2004
Зміст

- Теорія, практика
- Політичні практики
- Феміністські практики або «моє це ім'я?»
- Націоналізм і сексуальності
- Нові маскулінності

#### №11, 2004
Зміст

- Теорії сексуальності
- Нові/старі сексуальності: Антігона як квір
- Небезпечні сексуальності: історія
- Сексуальність в колишньому СРСР
- Сексуальності перехідного періоду

#### №12, 2004
Зміст
- Історія для нас і сьогодні
- Жінки і фашизм
- Емансипація під контролем
- До питання про методології
- До питання про локальні історіях
- Історія особистого як історія політичного

#### №13, 2005
Зміст
- Теорія, або «що робити?»
- Гендер по-російськи: перепони та межі
- Радянський / російський патріотизм як гендерний проект
- Русский гендер як літературний сюжет
- Історіографія: ретроспектива і перспективи

#### №14, 2006
Зміст
- Конструюючи маскулінності
- Деконструіруя маскулінності
- Чоловік у фемінізмі
- Радянська маскулінність
- Тваринна маскулінність
- Національна маскулінність
- Опір маскулінності

#### №15, 2007
Зміст
- Політичне уявне гендерних досліджень в колишньому СРСР
- Філософія фемінізму
- Політичне уявне гендерних досліджень в Україні. Круглий стіл (25 травня 2007 року, Харків, ХЦГІ).

#### №16, 2007
Зміст
- Політика
- Кохання
- Мистецтво
- Феномен Марусі Климової в пострадянській культурі

#### №17, 2008
Зміст

- Нові політичні виклики або «Що трапилося?»
- Приватне як політичне в колишньому СРСР: Анна Альчук
- Гендер і нові політичні виклики
- Гендер і нові політичні виклики в колишньому СРСР
- «Що робити?»
- Феномен Ренати Литвинової — феміністські виклики в колишньому СРСР?

#### №18, 2009
Зміст

- Ніколи не зникаючий залишок: війна / жінки / чоловіки / націоналізм
- Приватне як політичне в колишньому СРСР: Анна Альчук
- Фемінізм і націоналізм
- Полеміка в дисципліні: націоналізм, фемінізм і постколоніальна теорія
- Новий націоналізм в колишньому СРСР, або неідентифікована етнічність?
- Дискурс-аналіз націоналізму
- Націоналізм і мас-медіа
- Невидимий націоналізм
- Феміністські коментарі, або що таке мультикультуралізм
- Полеміка в дисципліні: гендерні дослідження в колишньому СРСР «під західним поглядом»
- Жіночий з'їзд

#### №19, 2009
Зміст

- Незникаюче «минуле сьогодення». У продовження дискусії про війну
- Дискусії в дисципліні: західна феміністська теорія
- Дискусії в дисципліні: колишній СРСР
- Продовжуючи «робити гендер»: національні і транснаціональні стратегії в дисципліні і їх політичні перспективи
- Дискусії в дисципліні: з «заходу» на «схід» і назад
- Дискусії в дисципліні: з «сходу» на «захід»
- Порівняльні дослідження в дисципліні: непереборна дихотомія «захід» / «схід»
- Полеміка в дисципліні
- Феміністські коментарі I: Кеті Чухрая, «Афган-Кузьминки»
- Марія Маєрчик. вторгнення гомо сексуальності

#### №20-21, 2010
Зміст

- Конструюючи та реконструюючи гендерні ідентичності
- Конструюючи гендерні ідентичності
- Деконструюючи гендерні ідентичності
- Теорії фемінізму
- Постмарксизм і гендер: нові теоретичні підходи
- Фрейми Батлер: повторення повторення в пострадянській гендерної теорії
- «Чоловічий психоаналіз» проти дискурсу гендерних досліджень
- Активізм і практики

№ 23, 2018
Зміст
- Насильство ненасильства та навпаки
- Війна як політики дружби
- Збочення(вивертання) демократії в пострадянських суспільствах
- Маніфести/антіманіфести фемінізма в колишньому СРСР
- Дебати в українському фемінізмі за часів війни
- Про можливості подолання мілітаризму в мистецтві
- Нова експериментальна фемінстська есеїстика та проза. Фрагменти
- Дві рецензії на «Лесбійський щоденник» Лоліти Агамалової
- Чи знаємо ми як практикувати немілітарізм?

У кожному номері є рубрика «феміністські коментарі» та рубрика «огляди та рецензії».